# Villagrande Strisaili
Villagrande Strisaili – miejscowość i gmina we Włoszech, w regionie Sardynia, w prowincji Nuoro.
Według danych na rok 2019 gminę zamieszkiwało 3086 osób, gęstość zaludnienia wynosi 15 os./km². Graniczy z Arzana, Desulo, Fonni, Girasole, Lotzorai, Orgosolo, Talana, Tortolì i Ulassai.